# Valerie French

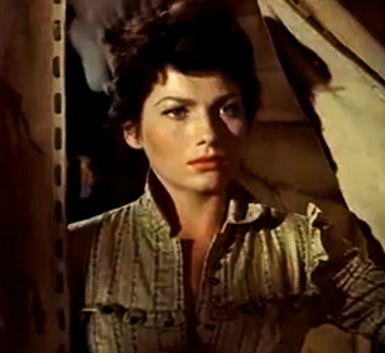
Valerie French no trailer de Jubal (1956)

Valerie French, nascida Valerie Harrison (11 de março de 1928, em Londres - 3 de novembro de 1990, em Nova York) foi uma atriz inglesa.

## Filmografia
- 1954 – Maddalena (Madalena)
- 1955 – The Constant Husband (O Passado do Meu Marido)
- 1956 – Jubal (Ao Despertar da Paixão)
- 1956 – Secret of Treasure Mountain
- 1957 – The Garment Jungle (Clima de Violência)
- 1957 – The 27th Day (Ultimato à Terra)
- 1957 – Decision at Sundown (Entardecer Sangrento)
- 1957 – The Hard Man (Desforra Fatal)
- 1959 – The Four Skulls of Jonathan Drake
- 1959 – The Story on Page One (Drama na Página Um)
- 1968 – Shalako